# Riccardia rockii
Riccardia rockii là một loài rêu trong họ Aneuraceae. Loài này được (Steph.) H.A. Mill. mô tả khoa học đầu tiên năm 1963.